# Condicinae
Condicinae là một phân họ bướm đêm thuộc họ Noctuidae, consisting of four genera, Condica, Ogdoconta, Perigea, và Platysenta.

## Hình ảnh

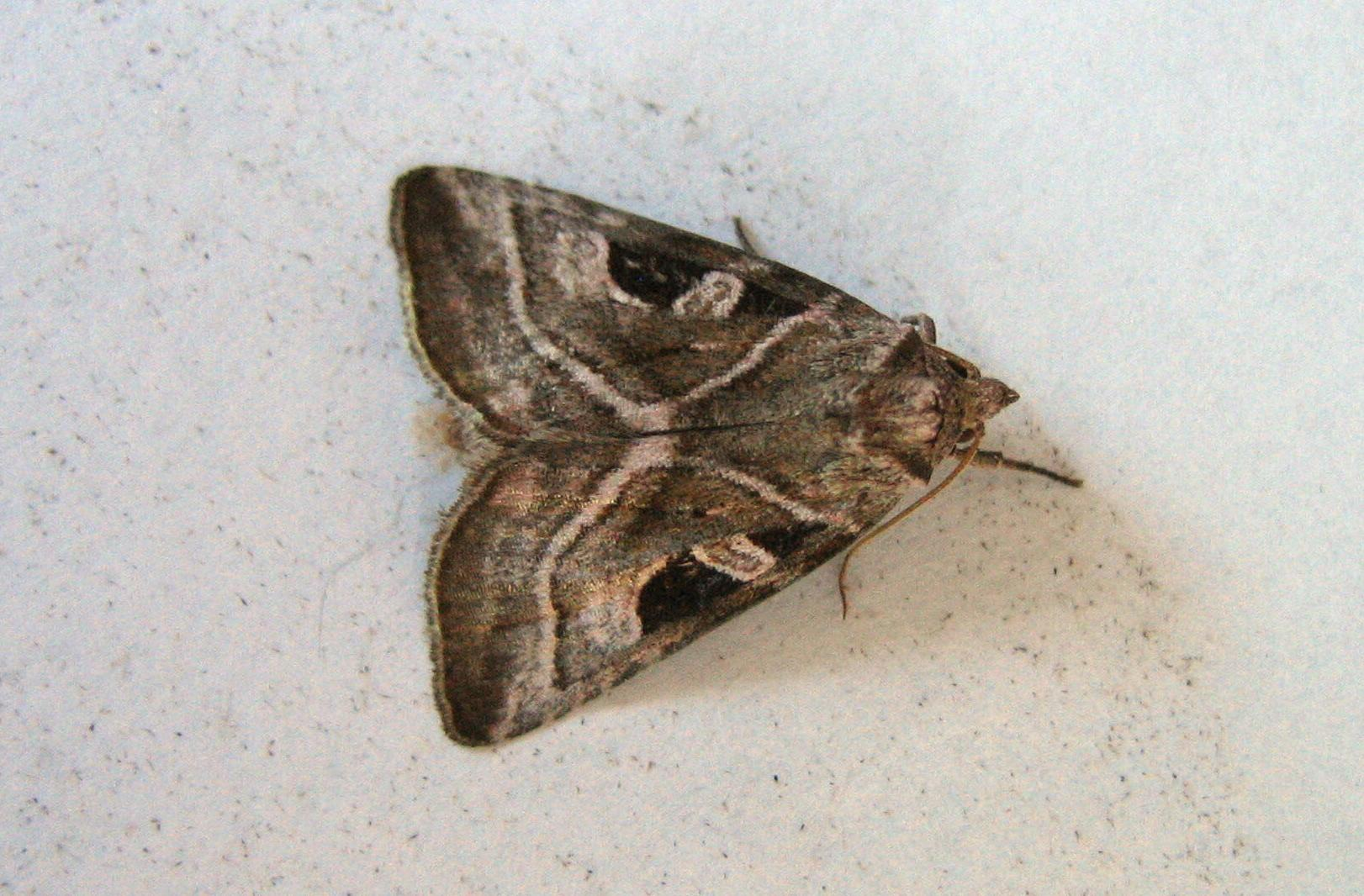
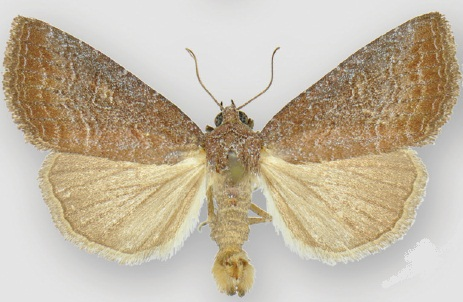
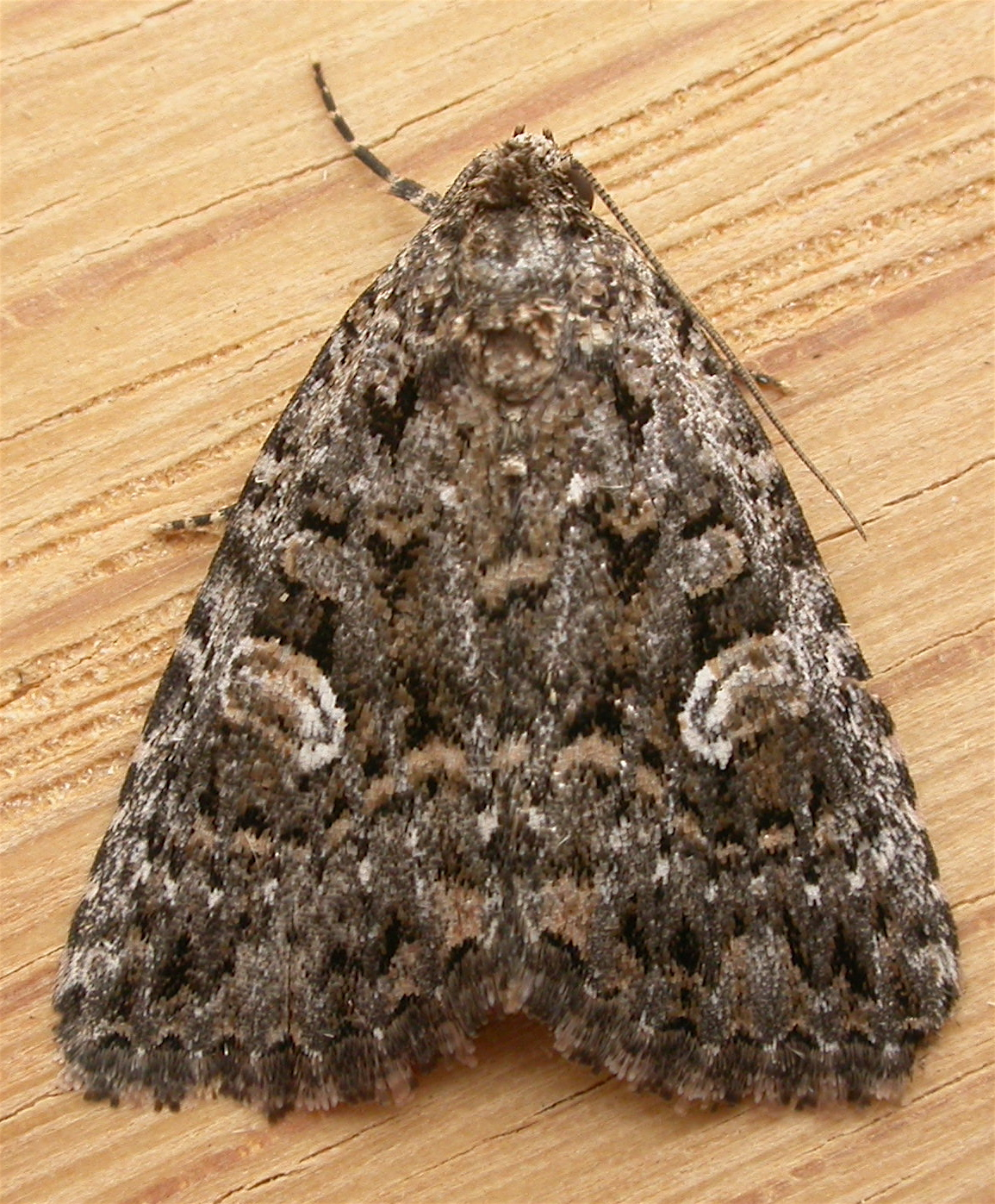